# Cirro (unidade municipal)
Cirro (em grego: Κύρρος; romaniz.: Cyrros; em latim: Cyrrhus) foi um município grego da região da Macedônia Central, na unidade regional de Pela, no município de Pela. Desde a reforma governamental de 2011, tornou-se parte do município de Pela e sua sede é a vila de Nova Milótopos. De acordo com censo de 2011, conta com 6452 habitantes e em seu territórios estão as vilas de Arabisso, Axós, Láca, Velha Milótopos, Plagiári, Achladochóri e Crómni.